# Kościół klasztorny w Varnhem

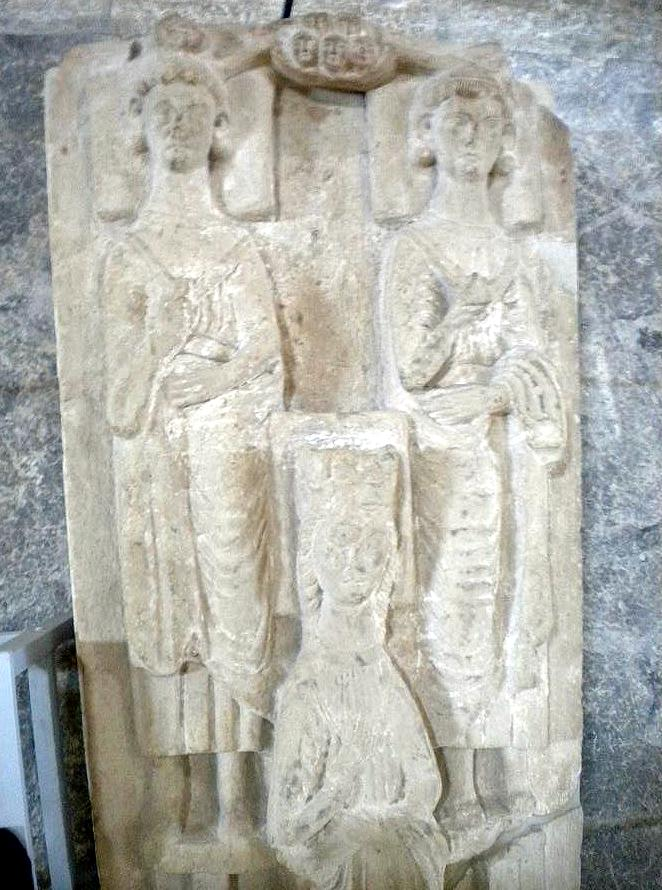
Płyta nagrobna Birgera Jarla w kościele klasztornym w Varnhem

Kościół klasztorny w Varnhem (szw. Varnhems klosterkyrka) – kościół ewangelicko-luterańskiego Kościoła Szwecji (Svenska kyrkan), należący do parafii Varnhem (Varnhems församling) w diecezji Skara (Skara stift). Miejscowość Varnhem położona jest w gminie Skara (Borås kommun) niedaleko miasta Skara (region terytorialny Västra Götaland).
Kościół stanowił pierwotnie część zespołu klasztornego cystersów w Varnhem, założonego w XII w., zniesionego w XVI w. Zachowany romański kościół klasztorny był w przeszłości nekropolią królów szwedzkich.
Kościół klasztorny w Varnhem ma status zabytku sakralnego według rozdz. 4 Kulturminneslagen (pol. Prawo o pamiątkach kultury) ponieważ został wzniesiony do końca 1939 (3 §).

## Historia
Klasztor został założony w 1150 r. dla cystersów, sprowadzonych do Szwecji kilka lat wcześniej do Alvastry. Fundatorem klasztoru byli pierwszy król szwedzki z dynastii Erykidów Eryk IX Święty i jego małżonka. O znaczeniu klasztoru dla rodziny świadczy fakt, że kościół klasztorny służył jako nekropolia wszystkich królów szwedzkich z tego rodu, z wyjątkiem samego Eryka IX. Pochowany tutaj został także Birger jarl, potężny regent Królestwa Szwecji z II połowy XIII w.; przeniesiono tu być może szczątki króla Inge I Starszego.
Po pożarze kościoła w 1234 w architekturze budowli pojawiły się nowe impulsy architektoniczne przyniesione z kontynentu. Przebudowano prezbiterium, wokół którego powstał wieniec kaplic zachowanych do dziś. To one były przypuszczalnie przewidziane jako miejsce pochówku członków rodu króla Eryka IX, choć płyty nagrobne pojawiły się w nich dopiero w XVI w. Groby znajdują się prawdopodobnie w nawie głównej.
W połowie XVI w., wskutek reform po przyjęciu przez Szwecję luteranizmu, majątek opactwa został zsekularyzowany, a sam klasztor został zniszczony podczas najazdu duńskiego w 1566 r. (ocalał tylko kościół). W XVII w. kościół został uratowany i odrestaurowany staraniem kanclerza Szwecji Magnusa Gabriela De la Gardie, który urządził tu kryptę mieszczącą nekropolię swej potężnej rodziny.
W XIX w. rozpoczęto według projektu architekta Johana Fredrika Åboma budowę nowej rozety w szczycie południowego ramienia transeptu. W 1889 główny intendent budowlany Helgo Zettervall zaproponował nową restaurację kościoła z zamiarem przywrócenia jego stylizowanego na średniowieczny wyglądu. Propozycja ta została zrealizowana tylko częściowo; przebudowano szczyty obu ramion transeptu, ukończono rozety, w rozecie północnego ramienia transeptu wymieniono średniowieczny maswerk.
Na przełomie XIX i XX w. pojawił się sprzeciw wobec stylu restauracyjnego zaproponowanego przez Zettervalla (autora przebudowy katedr w Skarze i Uppsali). Architekt Sigurd Curman, który studiował zasady restauracji na kontynencie, wraz z restauracją kościoła klasztornego we Vrecie, przeprowadzoną w latach 1914–1917 założył nową szkołę: zachowywał on naleciałości różnych epok zamiast je niepotrzebnie usuwać. W tym duchu przeprowadził w latach 1918–1923 restaurację kościoła klasztornego w Varnhem, w trakcie której odkopano i wyeksponowano mury dawnego klasztoru. Podczas renowacji, w 1922, odnaleziono w nawie głównej, naprzeciwko zachodniego wejścia, grób Birgera jarla i jego drugiej małżonki, królowej Danii Mechtyldy holsztyńskiej. 1 maja 2002 rozpoczęto badania szczątków spoczywających w grobowcu. W 2007 muzeum w Västergotland, Uniwersytet w Uppsali i szwedzki Zakład Medycyny Sądowej (Rättsmedicinalverket) wspólnie poinformowały, iż dzięki badaniom DNA, przeprowadzonym na zębach spoczywających w grobie szkieletów ustalono, że należą rzeczywiście do Birgera jarla i jego syna; ustalono też, że spoczywająca w grobowcu kobieta nie jest z nimi spokrewniona.
Kościół w Varnhem przeżywa obecnie okres dużej popularności dzięki powieściom szwedzkiego pisarza Jana Guillou – głównym bohaterem wydanej przezeń i popularnej nie tylko w Szwecji trylogii, której akcja ma miejsce w drugiej połowie XII w., jest Arn Magnusson, który część swego życia spędził w klasztorze w Varnhem.

## Architektura
Obecnie z zabudowań klasztornych istnieje tylko kościół, wyeksponowane są też fundamenty dawnych budynków klasztornych. Pierwotny kościół klasztorny spłonął w 1234 r. i został wkrótce odbudowany (ponowna konsekracja miała miejsce w 1260 r., była to wówczas największa świątynia w Szwecji). Zbudowany jest w stylu romańskim, według wzorców typowych dla architektury zakonu cystersów. Jest to trójnawowa bazylika, z ambitem i wieńcem kaplic wokół prezbiterium.